# Sittine à bec fin
Heliobletus contaminatus
Genre
Espèce
Statut de conservation UICN

 LC  : Préoccupation mineure
La Sittine à bec fin (Heliobletus contaminatus) est une espèce de passereaux de la famille des Furnariidae, l'unique représentante du genre Heliobletus.

## Répartition
Cet oiseau peuple le sud de la forêt atlantique. 

## Habitat
Son habitat est les régions de forêts humides tropicales ou subtropicales, en plaine ou en montagne.

## Sous-espèces
Il en existe deux sous-espèces :
- Heliobletus contaminatus contaminatus Berlepsch, 1885 ;
- Heliobletus contaminatus camargoi Cardoso da Silva & Stotz, 1992.